# Miloš Stloukal
Miloš Stloukal (29. listopadu 1945 Brno - 24. února 2025) byl český fotbalista. Fotbalovou ligu hrál i jeho otec Jan Stloukal, bratr Jan Stloukal a strýc Vilém Stloukal.

## Fotbalová kariéra
V československé lize hrál za Spartak ZJŠ Brno a Baník Ostrava. Nastoupil ve 45 prvoligových utkáních, v nichž dal 4 ligové góly.

## Ligová bilance
| Ročník                                     | Zápasy | Góly | Klub             |
| ------------------------------------------ | ------ | ---- | ---------------- |
| 1. československá fotbalová liga 1966/1967 | 14     | 0    | Spartak ZJŠ Brno |
| 1. československá fotbalová liga 1971/1972 | 20     | 4    | Baník Ostrava    |
| 1. československá fotbalová liga 1972/1973 | 11     | 0    | Baník Ostrava    |
| CELKEM 1. liga                             | 45     | 4    |                  |

## Galerie

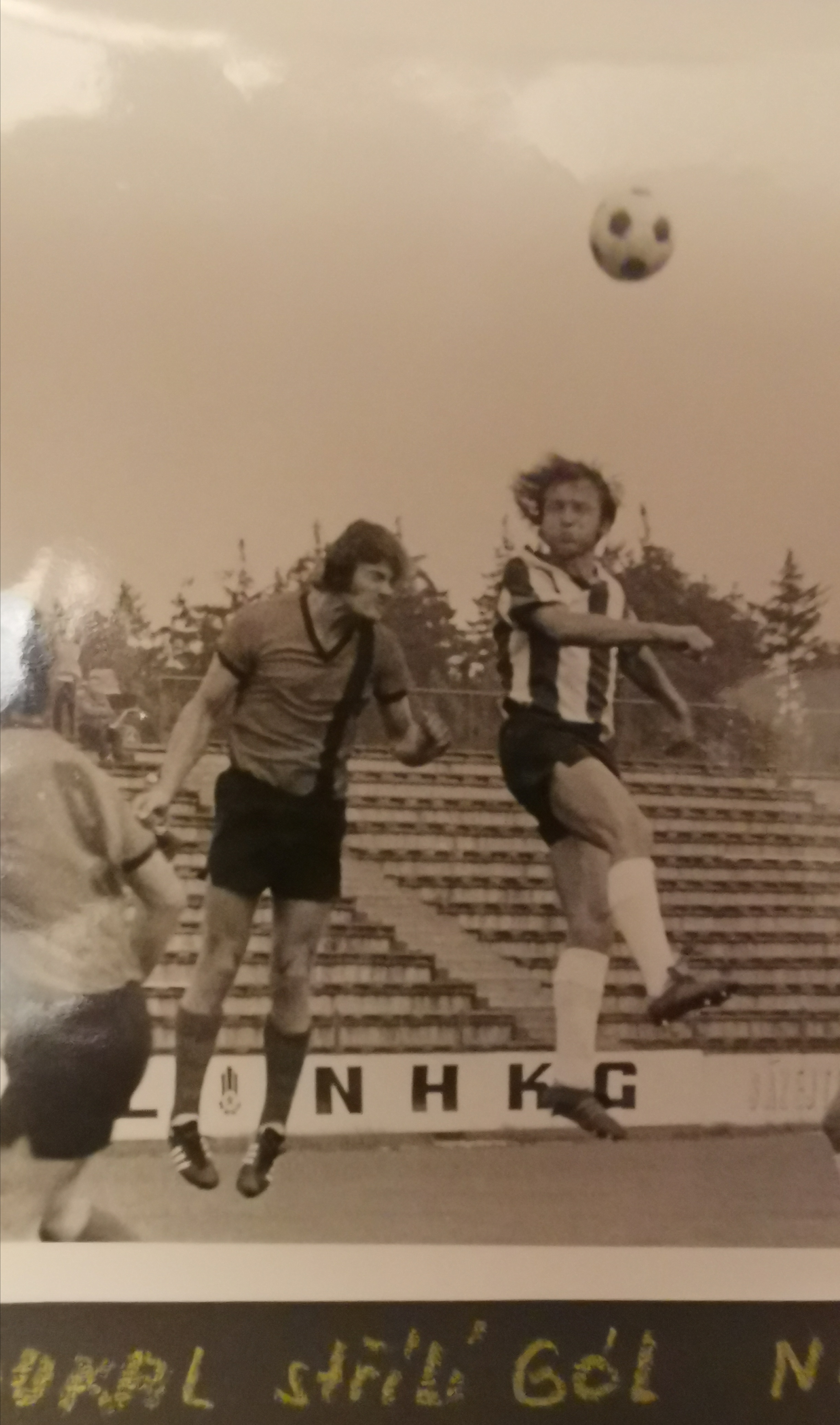
Ready střílí gól
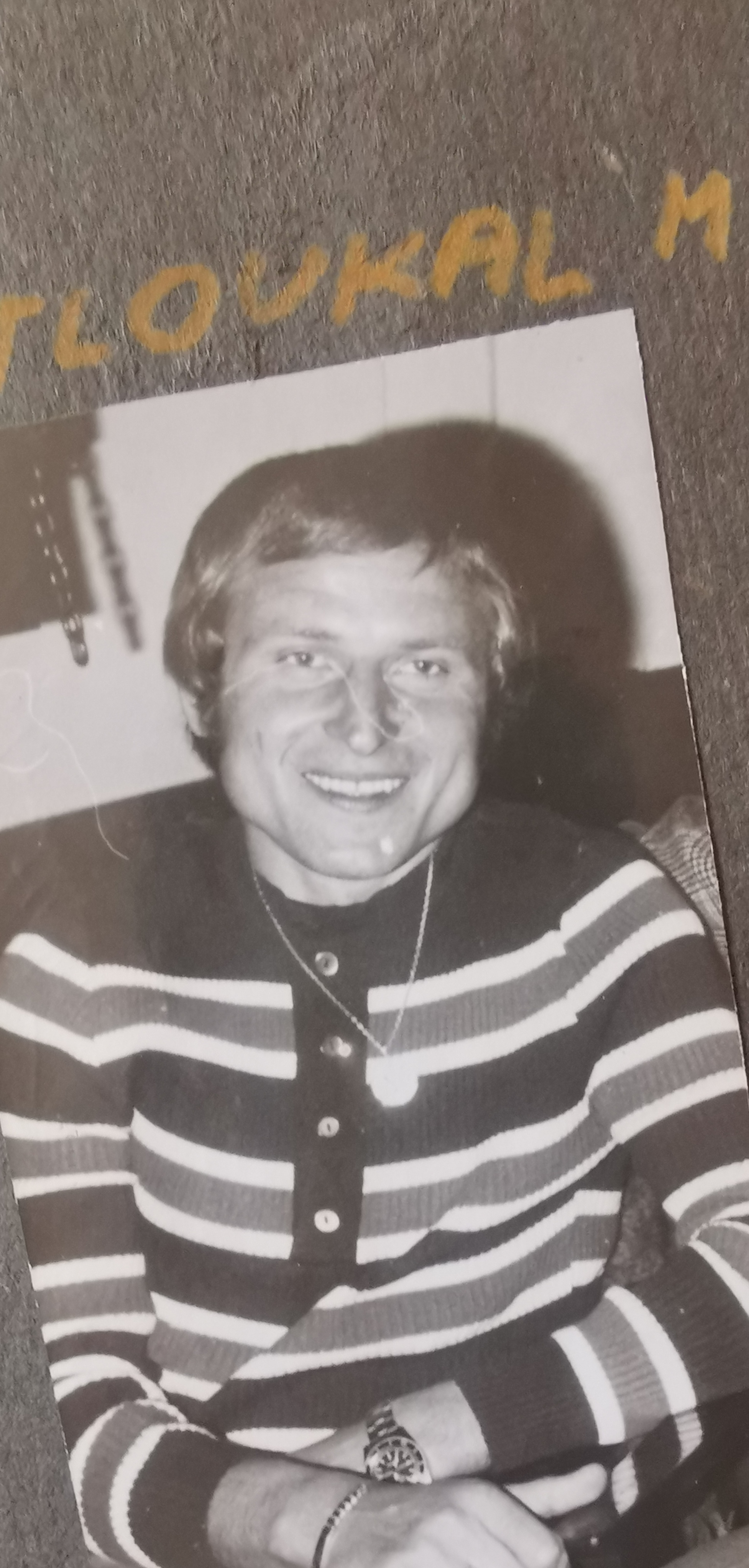
Dobrá nálada…
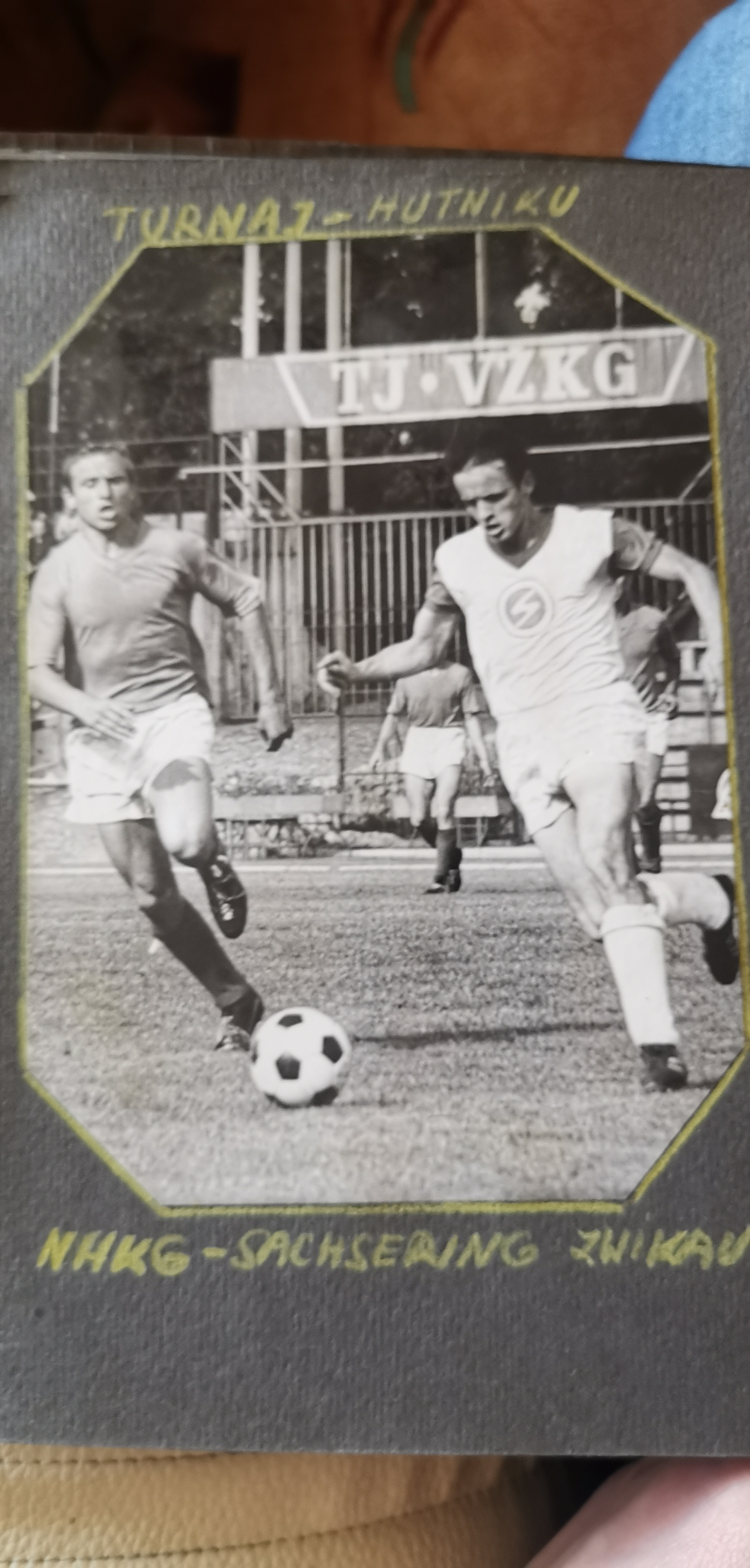
Turnaj Hutníků
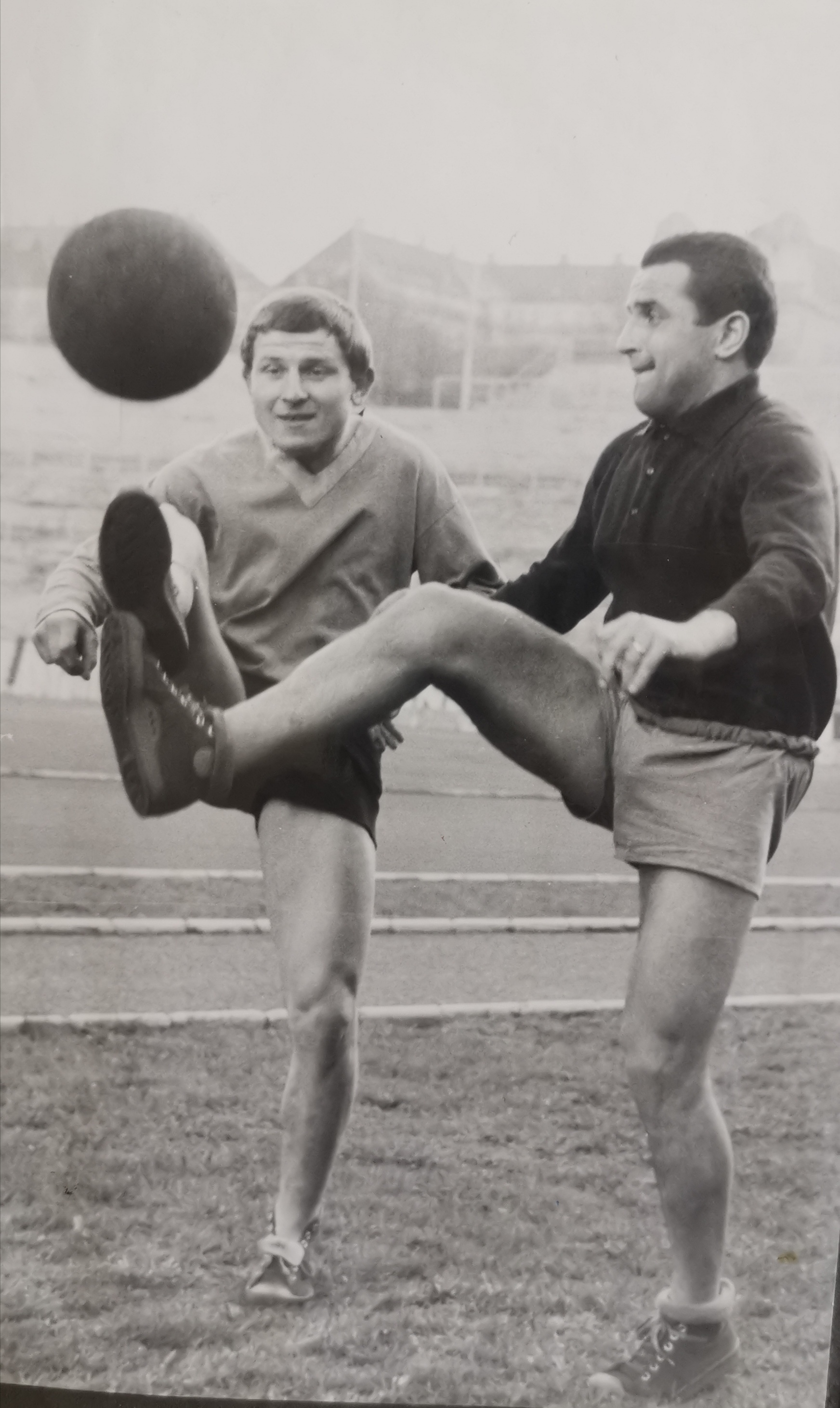
Bratři Stloukalové
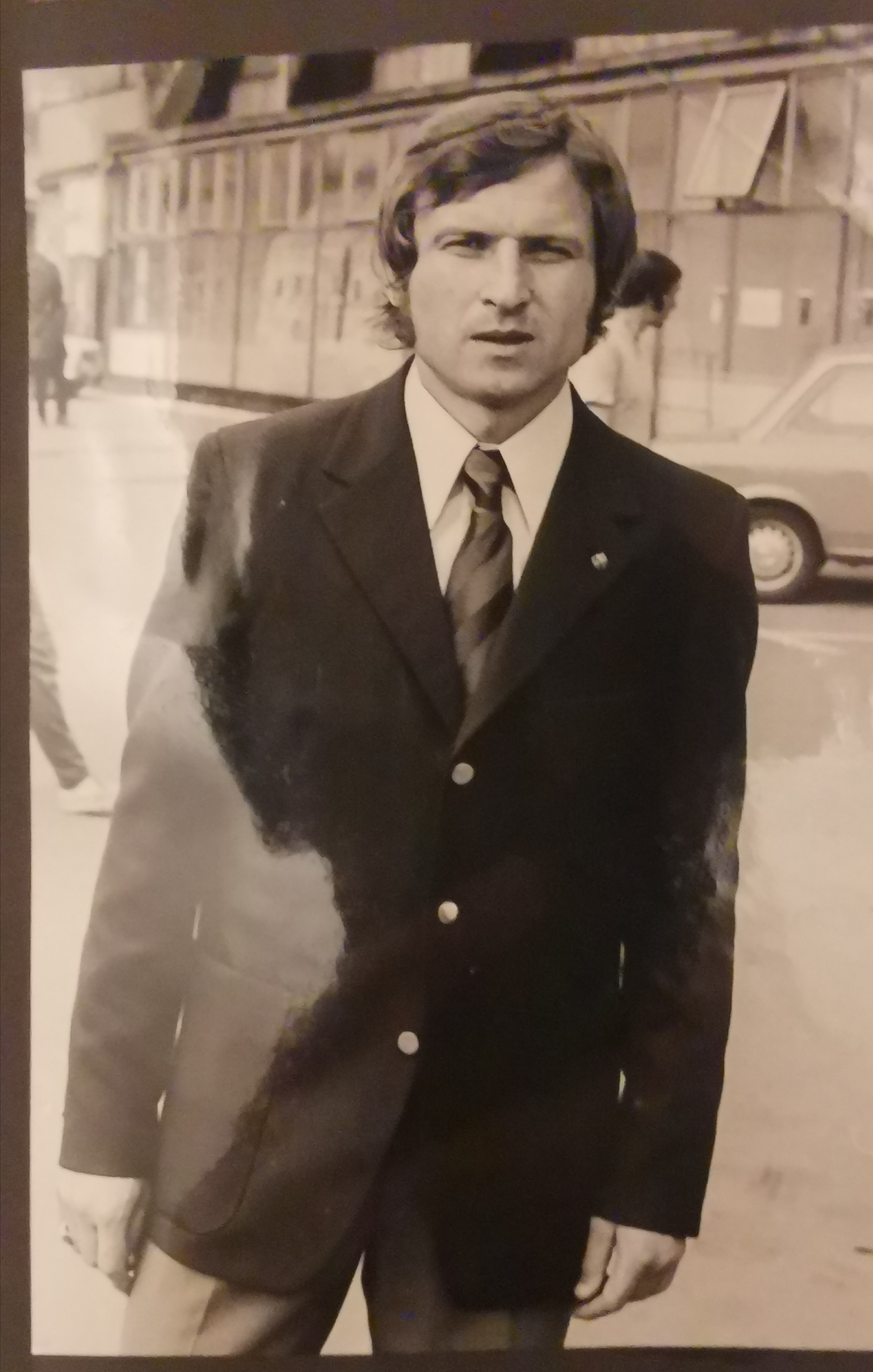
Sako Diplomat